# Chrysler Imperial Parade Phaeton
Trois Chrysler Imperial Parade Phaeton ont été produites en 1952 par Chrysler comme véhicules de cérémonie. Elles étaient conçues par Virgil Exner et étaient à bien des égards un aperçu du nouveau style "Forward Look" qui fera ses débuts en 1955 sur la marque Imperial nouvellement séparée et sur d'autres Chrysler full-size.

## Détails
Les voitures étaient basées sur un châssis allongé (jusqu'à 3 747 mm) de la Limousine Imperial Crown de 1952 et comportaient une carrosserie entièrement personnalisée à l'exception de la calandre, des pare-chocs et des garnitures avant et arrière de l'Imperial de 1951. Presque unique pour une voiture d'après-guerre, il s'agissait de phaétons double, avec des compartiments passagers avant et arrière séparés, chacun avec son propre pare-brise. Il n'y avait pas de vitres latérales et le toit cabriolet mince et léger de Dacron ne couvrait que le compartiment arrière. Il se rétractait complètement sous le couvercle de coffre à charnières arrière lorsqu'il n'est pas utilisé. Les portières arrière étaient antagonistes et n'avaient pas de poignées extérieures.
Sous la carrosserie personnalisée, les mécaniques étaient celes des Chrysler haut de gamme de série de l'époque, avec un moteur V8 FirePower de 5,4 L, une transmission à convertisseur de couple et une direction assistée.
Trois voitures ont été construites. L'une était pour New York, la seconde pour Los Angeles, et la troisième était destinée à être un cadeau à la Maison Blanche, mais le cadeau a été refusé par rapport aux règles à ce moment-là pour recevoir des cadeaux. Au lieu de cela, la troisième voiture était nominalement basée à Détroit et a été utilisée dans tout le pays. Les voitures étaient toujours détenues et entretenues par la Chrysler Corporation.
Après trois ans de service, les voitures ont été ramenées à l'usine en 1955 pour être mises à jour avec une apparence d'Imperial de 1956, sous quelle forme elles continuent d'exister jusqu'à nos jours. L'avant et l'arrière, y compris les calandres, les pare-chocs et les garnitures, ont été remplacés. En interne, les moteurs ont été mis à jour avec des carburateurs 4 corps et des transmissions Powerflite entièrement automatiques ont été installées. Les voitures ont toutes été repeintes. Après la reconstruction, les voitures ont été données aux villes respectives.
Un renouveau a été introduit par Chrysler en tant que concept car, appelé Chrysler Phaeton en 1997.

## Voiture de New York

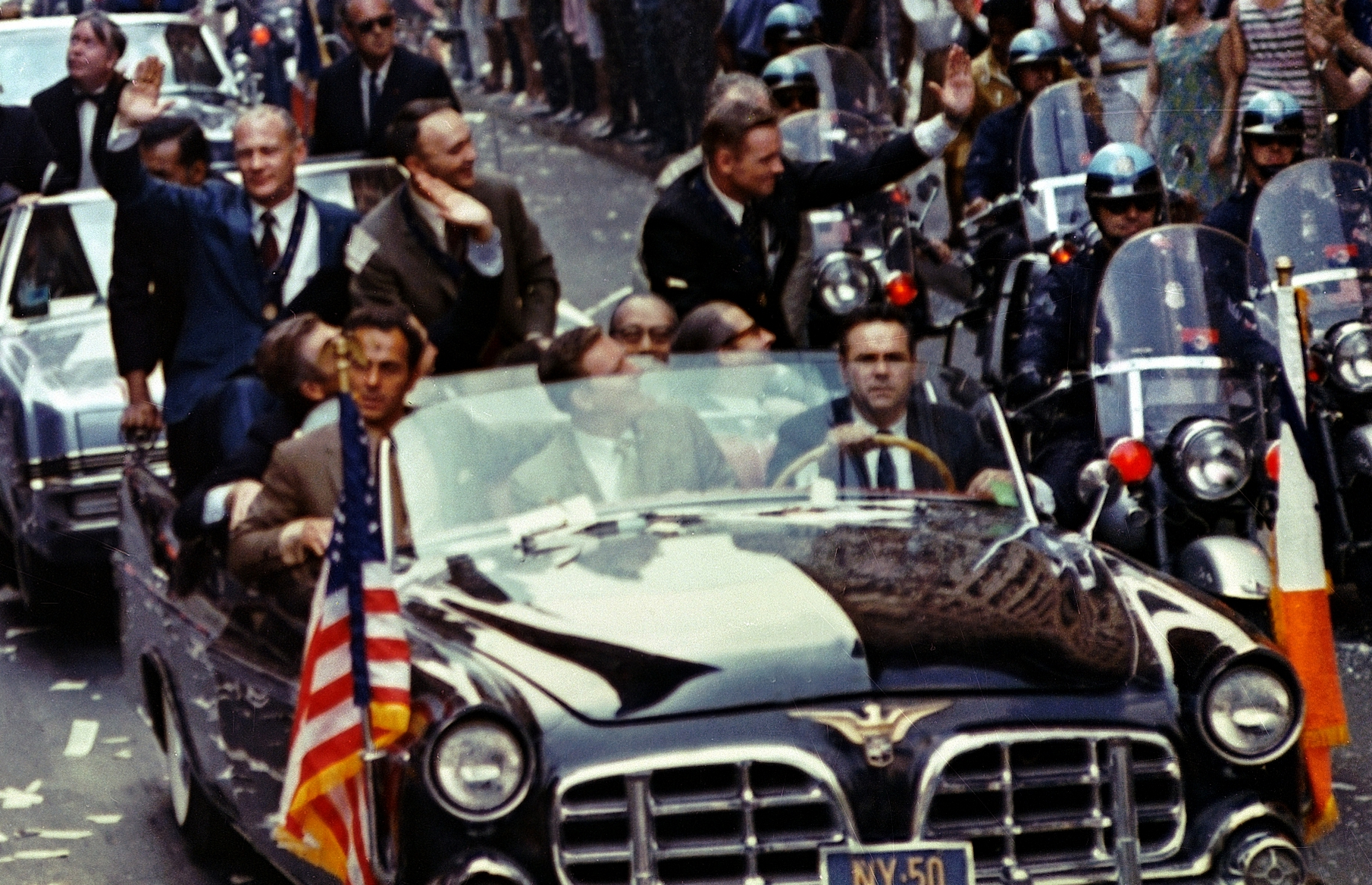
Les astronautes d'Apollo 11 à bord de la Chrysler Imperial Parade Phaeton de New York lors d'un ticker-tape parade.

La voiture de New York était à l'origine peinte en noir avec un intérieur gris. Lors de la reconstruction de 1955, elle a été repeinte en blanc cassé avec un intérieur rouge. Elle a dû être repeinte en noir avant le défilé du 11 août 1969 avec les astronautes d'Apollo 11 comme en témoigne la photo. La voiture reste en possession de la ville de New York et a été reconstruite au début des années 1980. À cette époque, elle a été à nouveau repeinte en noir, mais a conservé l'intérieur rouge.
La Phaeton est parfois encore utilisée pour des fonctions officielles, des défilés et des cérémonies. Elle a transporté de nombreux dignitaires, célébrités et éminents au fil des ans.

## Voiture de Los Angeles
La voiture de Los Angeles a été peinte crème avec un intérieur rose et a été utilisée pour la première fois lors du défilé du Tournoi de Roses de 1953. Elle a ensuite été utilisée le long de la côte ouest. Dans sa reconstruction de 1955, elle a été repeinte en bleu argent métallique avec un intérieur blanc cassé. On peut la voir sous cette forme dans le film de 1959 de la comédie musicale de Broadway, Li'l Abner, transportant le personnage de "General Bullmoose". Elle a ensuite été restaurée et repeinte en blanc, en conservant son intérieur blanc cassé. L'intérieur a été plus récemment remplacé par du cuir rouge. Elle est toujours en possession de la ville de Los Angeles et participe aux défilés et célébrations officiels. 
C'est apparemment la voiture de Los Angeles qui a figuré dans le film Protection rapprochée avec Charles Bronson en 1987. Elle a également fait une apparition dans le film Cendrillon aux grands pieds avec Jerry Lewis en 1960.
La voiture a également été utilisée comme limousine de Victor Mature dans le film Le Cirque fantastique.

## Voiture de Detroit
La voiture de Detroit été à l'origine peinte dans un vert métallique avec un intérieur en peau de porc naturelle, et a été utilisée dans des événements à travers le pays. Elle a été repeinte en sable du désert avec un intérieur rouge lors de sa reconstruction de 1955. Cette Phaéton a été vendue et s'est retrouvée dans des mains privées, faisant partie de la collection de Paul Stern pendant un certain temps avant d'être vendue à la collection Imperial Palace à Las Vegas, Nevada où elle été exposée pendant de nombreuses années. En 2001, la masse de la collection Imperial Palace étant éclatée, elle a été vendue à Robert Petersen et est maintenant exposée au Petersen Automotive Museum de Los Angeles. La voiture est actuellement en blanc avec un intérieur rouge.